# Антоновка (Скадовский район)
Антоновка (укр. Антонівка) — посёлок в Скадовской городской общине Скадовского района Херсонской области Украины.
Почтовый индекс — 75705. Телефонный код — 5537. Код КОАТУУ — 6524780301.

## Население
Население по переписи 2001 года составляло 1980 человек.

### Языковой состав
Родной язык населения по данным переписи 2001 года:
| Язык       | Численность, чел. | Доля     |
| ---------- | ----------------- | -------- |
| Украинский | 1 697             | 85,71 %  |
| Русский    | 275               | 13,89 %  |
| Другое     | 8                 | 0,40 %   |
| Итого      | 1 980             | 100,00 % |

## Местный совет
75705, Херсонская обл., Скадовский р-н, пос. Антоновка, ул. Победы, 28б